# Together Through Life
Albums de Bob Dylan
The Bootleg Series Vol. 8
(2008) Christmas in the Heart
(2009)
Together Through Life est le 33e album studio de Bob Dylan, il est sorti le 28 avril 2009.

## Historique
L'album se compose essentiellement de titres écrits par Dylan en collaboration avec Robert Hunter, le parolier du Grateful Dead.

## Récompenses
C'est le cinquième album de Bob Dylan no 1 au Billboard.

## Titres
Toutes les chansons sont écrites et composées par Bob Dylan et Robert Hunter, sauf indication contraire.
| 1.    | Beyond Here Lies Nothin'  |                      | 3:51 |
| 2.    | Life Is Hard              |                      | 3:39 |
| 3.    | My Wife's Home Town       | Dixon, Dylan, Hunter | 4:15 |
| 4.    | If You Ever Go to Houston |                      | 5:49 |
| 5.    | Forgetful Heart           |                      | 3:42 |
| 6.    | Jolene                    |                      | 3:51 |
| 7.    | This Dream of You         | Dylan                | 5:54 |
| 8.    | Shake Shake Mama          |                      | 3:37 |
| 9.    | I Feel a Change Comin' On |                      | 5:25 |
| 10.   | It's All Good             |                      | 5:28 |
| 45:27 |                           |                      |      |

## Musiciens
- Bob Dylan : guitare, claviers, chant
- Mike Campbell : guitare, mandoline
- David Hidalgo : accordéon, guitare
- Donnie Herron : guitare steel, banjo, mandoline, trompette
- Tony Garnier : basse
- George Recile : batterie

David Hidalgo est chanteur et multi-instrumentiste du groupe Los Lobos.
Mike Campbell est le guitariste du groupe Tom Petty and the Heartbreakers.

## Certifications
| Pays              | Certification | Unités certifiées |
| ----------------- | ------------- | ----------------- |
| Irlande (IRMA)    | Or            | 7 500             |
| Royaume-Uni (BPI) | Or            | 100 000           |